# Adèle Haenel
Adèle Haenel (París, 1 de gener de 1989) és una actriu francesa. És coneguda per haver obtingut dos premis César, com a millor actriu i millor actriu secundària, els anys 2014 i 2015, respectivament.

## Biografia
Haenel és filla d'una mestra francesa i d'un traductor d'origen austríac; va viure els seus primers anys a Montreuil (Sena Saint-Denis). Es va llicenciar en economia i sociologia, i després cursà estudis superiors en física i biologia Marina. D'altra banda (a més de ser cinturó verd de judo), és una experimentada actriu de teatre: va començar el 2012 amb una representació de La Gavina, d'Anton Txékhov, i el 2016 va participar en Vells temps, de Harold Pinter.
L'any 2007 va participar en la pel·lícula Naissance des pieuvres de Céline Sciamma i això la va dur a obtenir una nominació en els premis César a la millor actriu revelació. Després va continuar amb els seus estudis en classes preparatòries. Entre les seves pel·lícules més notables també es troba Suzanne, de Katell Quillévéré. Gràcies a aquesta producció, Haenel va poder obtenir un premi César a la millor actriu secundària el 2014. Seria només un any més tard quan obtindria el César a la millor actriu, el 2015, per interpretar al personatge de Madeleine Beaulieu en la pel·lícula Les Combattants. En 2016 es consagra amb La noia desconeguda, drama psicològic, dels germans Jean-Pierre i Luc Dardenne.

## Participacions en televisió
- 2009: Déchaînées de Raymond Vouillamoz
- 2011: Goldman de Christophe Blanc

## Participacions en el teatre
- 2012: La gavina, d'Anton Txékhov, al Festival d'Avinyó, dirigida per Arthur Nauzyciel.
- 2013: Li Moche / Voir Clair / Perplexe de Marius Von Mayenburg, al teatre La Générale - París.
- 2016: Vells temps, de Harold Pinter, al teatre l'Atelier.

## Filmografia
- 2002: Les Diables de Christophe Ruggia: Chloé
- 2007: Naissance des pieuvres de Céline Sciamma: Floriane
- 2011: Après li sud de Jean-Jacques Jauffret: Amélie
- 2011: En ville de Valérie Mréjen et Bertrand Schefer: Isabelle
- 2011: Casa de tolerància de Bertrand Bonello: Léa
- 2012: Confession d'un enfant du siècle de Sylvie Verheyde
- 2012: Trois mondes de Catherine Corsini: Marion
- 2012: Alyah d'Elie Wajeman: Jeanne
- 2013: Suzanne de Katell Quillévéré: Maria
- 2014: L'Homme qu'on aimait trop d'André Téchiné: Agnès Li Roux
- 2014: Les Combattants de Thomas Cailley: Madeleine Beaulieu
- 2015: La Chambre interdite de Guy Maddin et Evan Johnson: L'invalidi
- 2016: Les Ogres de Fehner: Mona
- 2016: La noia desconeguda dels germans Dardenn: Jenny
- 2016: Nocturama de Bertrand Bonello: La jeune femme au vélo
- 2017: Orpheline Darnaud des Pallières: Renée'
- 2017: 120 batecs per minut de Robin Campillo: Sophie
- 2017: Die Blumen von gestern de Chris Kraus: Zazie
- 2018: En liberté! de Pedra Salvadori: Yvonne
- 2018: Un peuple et son roi de Pedra Schoeller: Françoise
- 2019: Le Daim de Quentin Dupieux
- 2019: Portrait de la jeune fille en feu de Céline Sciamma: Héloïse